# マルコ・フェレーリ
マルコ・フェレーリ（Marco Ferreri、1928年5月11日 - 1997年5月9日）は、イタリア・ミラノ出身の映画監督・脚本家・俳優である。

## 主な監督作品
- 女王蜂 L'ape regina （1963年）
- 歓びのテクニック Marcia Nuziale （1965年）
- ハーレム L'harem （1967年）
- ひきしお La cagna  （1972年）
- 最後の晩餐 La Grande Bouffe （1973年）
- バイバイ・モンキー/コーネリアスの夢 Ciao Maschio （1977年）
- マイ・ワンダフル・ライフ Chiedo Asilo （1979年）
- ありきたりな狂気の物語 Storie di ordinaria follia （1981年）
- ピエラ 愛の遍歴 Storia di Piera （1983年）
- 未来は女のものである Il futuro è donna （1984年）
- I LOVE YOU I Love You （1986年）

## 主な出演作品
- カサノヴァ'70 Casanova 70 （1967年）
- 豚小屋 Pigpen （1969年）
- 東風 Le vent d'est （1970年）

## 主な受賞
- カンヌ国際映画祭
  - 1973年 国際映画批評家連盟賞 （『最後の晩餐』）
  - 1978年 審査員特別賞 （『バイバイ・モンキー/コーネリアスの夢』）

- ヴェネチア国際映画祭
  - 1980年 国際映画批評家連盟賞 （『 El Cochecito』）

- ベルリン国際映画祭
  - 1980年 銀熊賞 （『マイ・ワンダフル・ライフ』）
  - 1991年 金熊賞 （『La casa del sorriso』）